# Erich Gruber
Erich Gruber (* 17. September 1884 in Trumau; † 25. November 1953) war ein österreichischer Jurist, SS-Brigadeführer und während des Zweiten Weltkrieges langjähriger Regierungspräsident im Reichsgau Niederdonau.

## Leben
Gruber absolvierte nach der Matura ein Studium der Rechtswissenschaften an der Universität Wien und promovierte 1908 zum Doktor der Rechte. Danach schlug er die Beamtenlaufbahn bei der österreichischen Staatsbahn ein. Als Reserveoffizier der k.u.k. Armee nahm er mit dem Gebirgsschützenregiment 1 am Ersten Weltkrieg teil, wurde mehrfach ausgezeichnet und erreichte den Rang eines Oberleutnants.
Nach Kriegsende trat er in das Bundesfinanzministerium ein. Er wurde 1926 zum Ministerialrat befördert. Gruber wechselte 1934 vom Finanzministerium in das Bundeskanzleramt trotz seiner extremen deutschnationalen Gesinnung: Er hatte der Alldeutschen Vereinigung, der Großdeutschen Volkspartei sowie dem Heimatschutz angehört und war zum 16. Oktober 1930 der NSDAP beigetreten (Mitgliedsnummer 301.312). Ab 1937 war er im Büro des Bundeskanzleramts im Bereich Personalangelegenheiten tätig.
Nach dem „Anschluss Österreichs“ im März 1938 war er Kommissar für Personalangelegenheiten am Dienstsitz des Reichsstatthalters. Von 1939 bis zum Kriegsende 1945 war Gruber Regierungspräsident Niederdonau unter Hugo Jury. Am 20. April 1944 im Rang eines SS-Oberführers in die SS (SS-Nummer 487.558) aufgenommen, wurde er am 9. November 1944 zum SS-Brigadeführer befördert.
Nach Kriegsende wurde Gruber des Hochverrats beschuldigt und 1949 zu fünf Jahren Kerker verurteilt. Der Linzer Bürgermeister Ernst Koref hatte sich nach Rücksprache mit einem österreichischen Sektionschef für Gruber eingesetzt und empfahl in einem Schreiben an den österreichischen Justizminister Josef Gerö im April 1949 Gruber zu begnadigen, da dieser keine Verbrechen begangen haben soll.